# Faïence de Malicorne
La faïence de Malicorne regroupe les productions des manufactures de Malicorne-sur-Sarthe depuis le XVIIIe siècle.

## Historique

### Les origines
C'est en 1747 que Jean Loyseau s’installe à Malicorne. Il va créer la première manufacture locale, exploitant les gisements de terre de Ligron et le bois des abondantes forêts environnantes.
À sa suite, Guillaume Rabigot, ancien tourneur de Loyseau et héritier du savoir-faire, développe sa manufacture, dénommée Faiencerie du Bourg-Joly. En 1899, elle est reprise par la famille Leroy-Dubois, puis sera cédée à la famille Moreau en 1918, dont les signatures M et JM ornent d'innombrables pièces de collection.
Après la Première Guerre mondiale, la production céramique est à son apogée à Malicorne, avec 4 faïenceries et 2 manufactures de grès employant près de 250 personnes.

### Les faïenciers
- Léon Pouplard acquiert en 1890 la faïencerie des parents de sa femme, Marie-Angèle Beatrix. Leurs productions communes seront signées PBx.
En 1918, sa manufacture reprend les moules des Faïenceries du Rohu à Lanester qui viennent de fermer après le décès de leur dirigeant, Abel Graindorge. La faïencerie deviendra par la suite la faïencerie Bourg-Joly Malicorne.
- Emile Tessier (1887 - 1971), lui-même formé chez Pouplard, fonde ses propres ateliers en 1924. Il met au point une technique d’ajourage qui fera la renommée de ses productions. Il développe une statuaire religieuse ou animalière. Sa faïencerie deviendra par la suite la faïencerie FAM (Faïencerie d'Art de Malicorne)
- Paul Lecomte fonde sa faïencerie en 1920, ses pêcheurs bretons et ses groupes polychromes rencontrent rapidement le succès.
- Roger François rachète la faïencerie du Sablon et développe, avec son fils Marc, une faïence de style art déco aux décors géométriques, animaliers ou hispano-mauresques. Ces créations ne rencontrent malheureusement pas leur public et la faïencerie ferme ses portes en 1939.
- La faïencerie Moreau et fils produira les pièces parmi les plus recherchées.

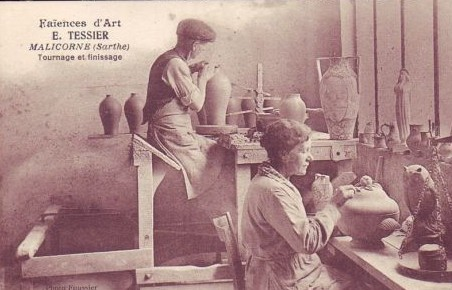
Atelier Tessier, début XXe siècle
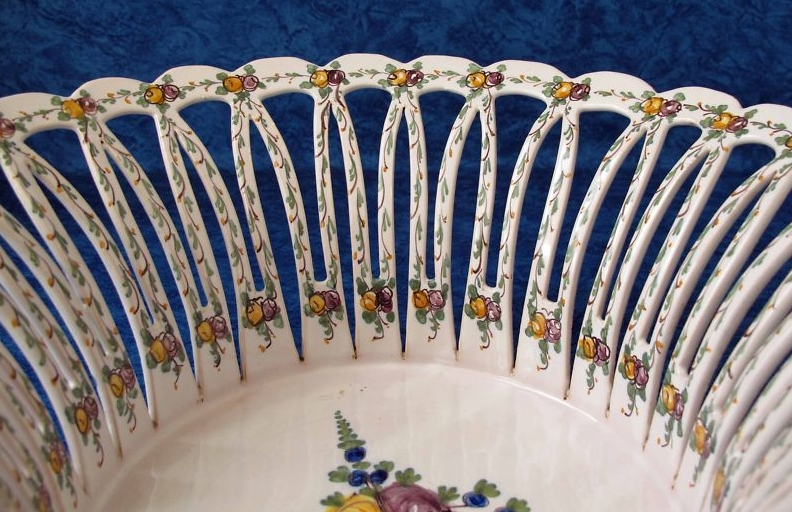
Détail d'un panier en faïence ajourée par Emile Tessier
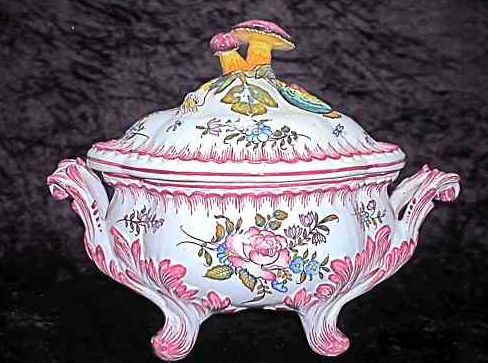
Soupière par Emile Tessier, Faïence de Malicorne, début XXe siècle.

## Fabrication
On extrait dans un premier temps la terre, puis lors d'une seconde étape, on fabrique les émaux. La troisième étape est la réalisation des formes et des moules. L'étape suivante est celle du séchage en cave pendant quelques jours. Après le séchage, les pièces peuvent être ajourées. Vient ensuite l'étape de la cuisson, souvent en plusieurs fois et à température différente. La pièce est dans le même temps émaillée.
La décoration vient achever le processus de fabrication des faïenceries de Malicorne.

## Caractères stylistiques
Au cours du XIXe siècle, les faïenciers de Malicorne reproduisent les modèles à succès de Nevers, Rouen ou Moustiers. La faïence de Malicorne, jusque-là utilitaire va peu à peu s'orienter vers des productions plus décoratives. François Lachasseigne introduit le premier, à partir de 1850, une fabrication de fontaines décoratives monumentales, dont le style gothique est en accord avec le goût du moment.
C'est cependant Léon Pouplard, d’abord représentant pour les faïenceries HB de Quimper, qui va systématiser les décors bretons. De nombreux procès opposèrent à ce sujet Quimper et Malicorne.
Naturaliste passionné, Pouplard créera de nombreuses pièces animalières, aux attitudes particulièrement suggestives. Sa manufacture disparaitra en 1952, faute de repreneur.

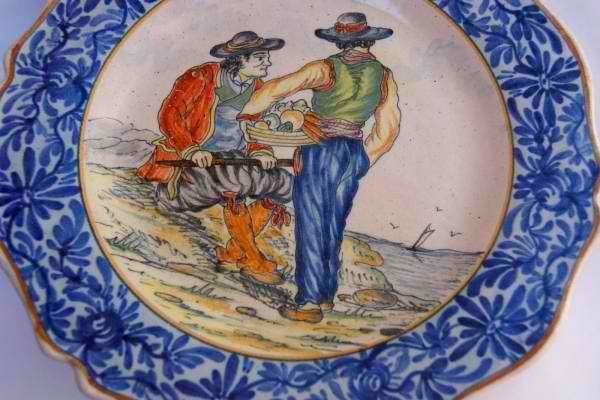
Assiette par Béatrix Pouplard.
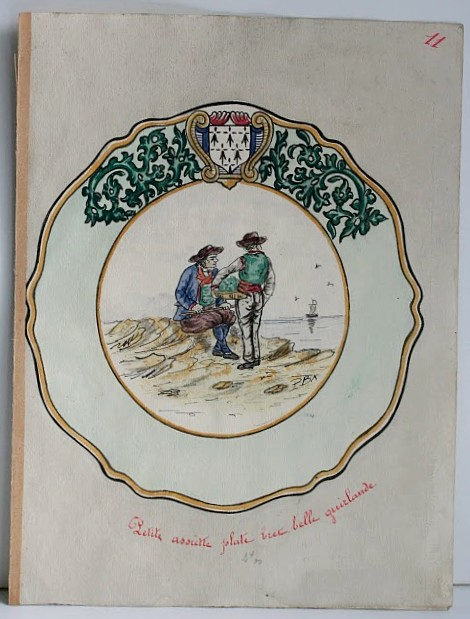
Dessin de modèle d'assiette, Beatrix Pouplard, fin XIXe siècle.

Malicorne ne développa cependant pas un style propre, empruntant les décors aussi bien à Quimper qu’à Delft. Ces inspirations sont cependant librement adaptées par les potiers sarthois, agrémentant leurs modèles de légendes et de personnages locaux.

## Pour approfondir